# Wegrestaurant

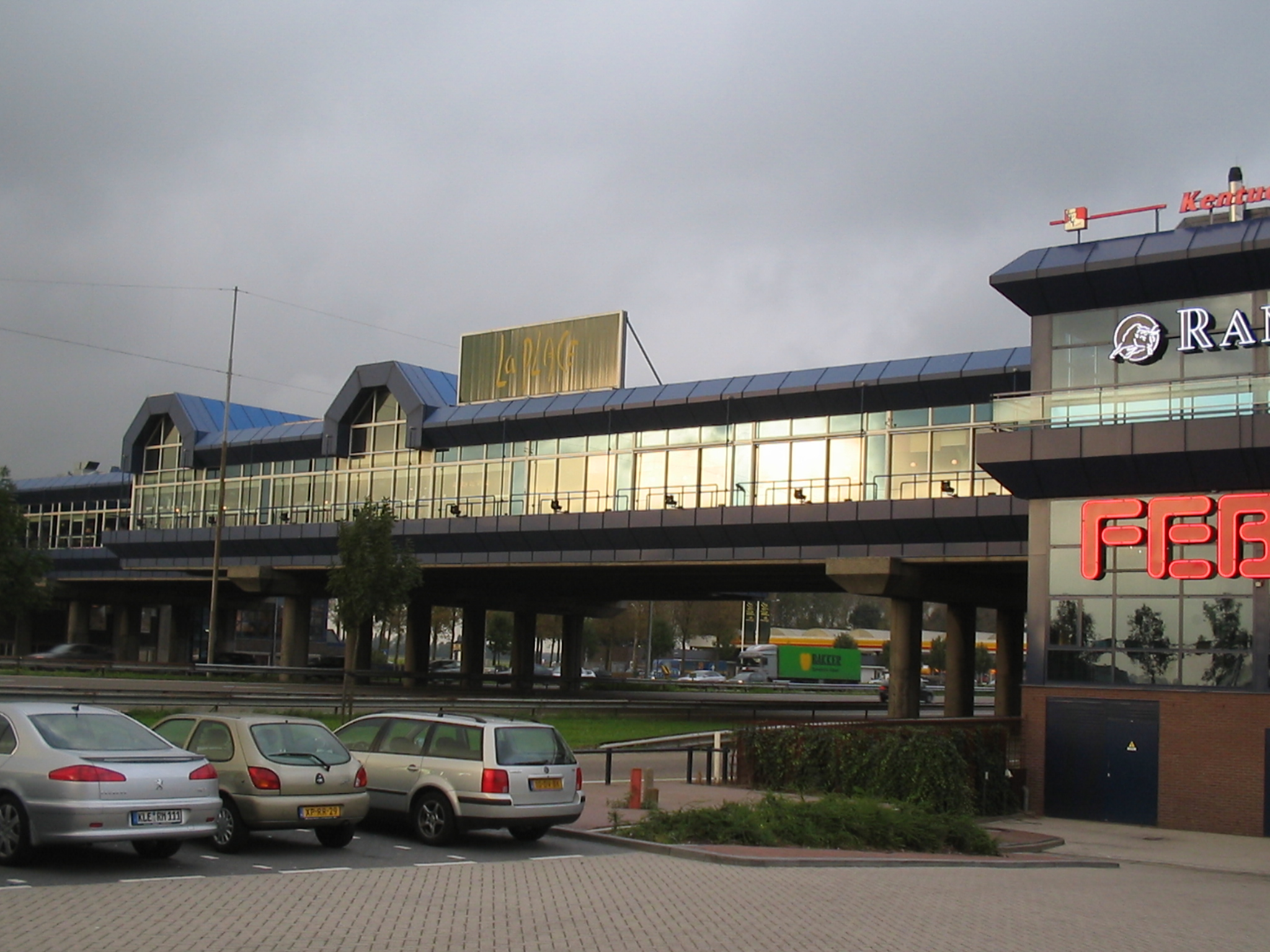
Een van de drukste wegrestaurants in Nederland, de Verzorgingsplaats Den Ruygen Hoek langs en boven de A4 in de Haarlemmermeer

Een wegrestaurant is een eetgelegenheid die aan of nabij een weg, meestal een autosnelweg, is gelegen. Doelgroep van een wegrestaurant zijn weggebruikers die willen eten op een locatie langs hun route naar een bestemming. Bij snelwegen is er vaak een voetgangersbrug of tunneltje aangelegd, zodat mensen die in beide richtingen rijden het restaurant kunnen bezoeken of het restaurant is in z'n geheel over de weg gebouwd en aan beide kanten van de snelweg toegankelijk.

## Ketens van wegrestaurants
Er zijn vele grote ketens van wegrestaurants in Nederland en België. Voorbeelden zijn Van der Valk, Autogrill (inclusief het voormalige Carestel en AC Restaurants), Lunch Garden en het Franse L'Arche.

## Trivia
- 'Weg restaurant': lijst-met-een-knipoog van wegrestaurants die aan het verdwijnen zijn.